# Nie (Boutonne)
Die Nie ist ein Fluss in Frankreich, der im Département Charente-Maritime in der Region Nouvelle-Aquitaine verläuft. Sie entspringt am südlichen Ortsrand von Néré, entwässert generell in Richtung Südwest bis West und mündet nach rund 26 Kilometern im Gemeindegebiet von Saint-Julien-de-l’Escap als linker Nebenfluss in die Boutonne.

## Orte am Fluss
(in Fließreihenfolge)
- Néré
- Loiré-sur-Nie
- Saint-Martin-de-Juillers
- Saint-Pierre-de-Juillers
- Varaize
- Fontenet
- Saint-Julien-de-l’Escap